# Stina Hjelm
Stina Emma Elisabet Hjelm, född 13 maj 1980 i Linköping, är en svensk serieskapare och illustratör. 2014 kom hennes Mitt dåliga samvete på Kolik förlag, efter att hon i tio års tid illustrerat och tecknat serier för olika tidskrifter.

## Biografi
Stina Hjelm är född och uppvuxen i Linköping. 2004 kom hon till Malmö för att gå en ettårig kurs på Kvarnby folkhögskola ("Serieskolan i Malmö").
Hjelm har sedan flytten till Malmö varit aktiv som frilansande (serie)tecknare. Det har i regel varit produktioner för branschtidningar (bland annat teckningar för Bild & Bubbla, sedan 2009) och andra tidningar och tidskrifter. Hon är tillsammans med Jonna Björnstjerna aktiv i seriekollektivet Big Sister Comics. Hon verkar från Malmö. Hon sitter på Seriestudion (del av Seriecenter), där hon sedan 2009 även är en av huvudlärarna på Serieskolan.
Hjelms serie "Mitt dåliga samvete" fanns med i Knasen-bilagan De nya svenska serierna nummer 4/2006. Andra av hennes verk har publicerats i Bild & Bubbla, den danska kulturtidskriften Kultro och norska serietidningen Tusj.
2014 publicerade Kolik förlag samlingsboken Mitt dåliga samvete. Den består av hennes dagbok sedan 2009, där hon i serieform skrivit och tecknat saker hon upplevt men inte kunnat eller velat ta upp med andra. Hon har gjort vissa mindre ändringar men varit noga med att behålla de självutlämnande delarna.
Stina Hjelm har presenterat delar av sin vardag i ett antal års tid i olika tidningar (se ovan), och hon anser att hennes korta tålamod gjort att hon tidigare avhållit sig från att försöka sig på albumprojekt. Hon gick med på Kolik förlags förslag om att ge ut hennes tecknade dagbok i bokform. Det är ett personligt material, men samtidigt är det material som hon med tiden hunnit få lite distans till och kan sprida till andra läsare. Delar av materialet har tidigare tryckts i hennes eget seriefanzin Kära dagbok: januari till augusti 2011. Albumet är också en skildring av Malmö. Miljöerna är ofta gator i närheten av Möllevången eller Dalaplan, där Hjelm bor.

### Egna utgåvor
- 2005 –  Atomvinter. Libris 11628788 (fanzin)
- 2011 –  Doppelganger. Malmö: Stina Hjelm. ISBN 9789197989503 (fanzin)

- 2011 –  Kära dagbok: januari till augusti 2011. Malmö: Stina Hjelm. ISBN 9789197989510 (fanzin)

### Förlagsutgåvor
- 2014 –  Mitt dåliga samvete. Hägersten: Kolik. ISBN 9789186509361 (180 sidor)
- 2020 – Grannen ovanpå. Lund: Nypon förlag. Mårten Melin (författare) Stina Hjelm (illustratör). ISBN 9789179870232
- 2020 – Tvättstugan. Lund: Nypon förlag. Mårten Melin (författare) Stina Hjelm (illustratör). ISBN 9789178254491
- 2021 – Taket. Lund: Nypon förlag. Mårten Melin (författare) Stina Hjelm  (illustratör).  ISBN 9789179870423

### Antologier
- 2008 – Jonsson Mats, Mohr Sanna, Wedberg Sannie, red. Tilt: serier om droger och alkohol. Stockholm: ALMAeuropa. ISBN 978-91-7037-413-5
- 2016  – Stina Hjelm, Siska Humlesjö, Nanna Johansson, Johan Wanloo, Fabian Göranson, Johanna Gustafsson, Hanna Petersson. Knas: humor för tokstollar. Stockholm: Rabén & Sjögren. [[ISBN|ISBN 9789129699081]]